# Carnevale di La Bañeza

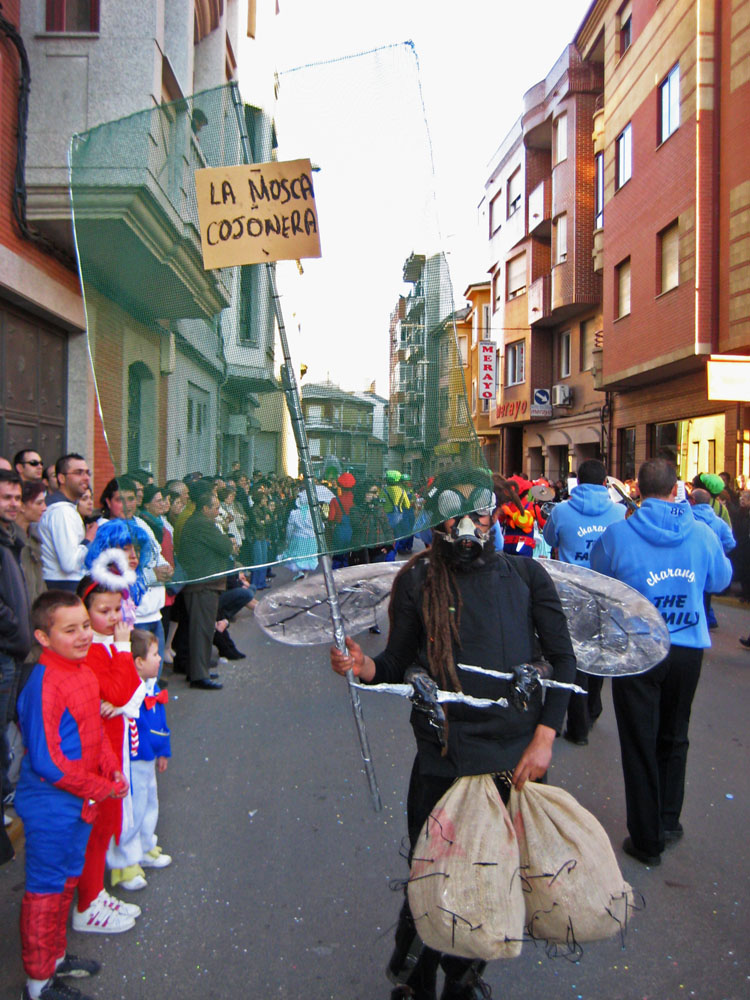
Imaginazione, allegria e buon umore costituiscono la base della "sensazione carnevalésca" 'Sentimiento Carnavalero'.

Il Carnevale di La Bañeza in Provincia di León, è una festa dichiarata di Interesse Turistico Nazionale.
La caratteristica principale del carnevale a La Bañeza è l'assenza di un concorso a premi costume o il risarcimento dei partecipanti, come si può verificare nel carnevali di altri luoghi. La maggior parte della città si trasforma con questa festa. In molti casi, i membri hanno preparato con un anno di anticipo i accessori, tessuti, maschere. fatte e le azioni motivate da una "sensazione carnevalésca" che si vive per quei giorni.
Oltre a ciò il carnevale disorganizato sta catturando sempre più gente, mascherando di fuori dell'orario di sfilata, le giornate senza atti, nei luoghi di lavoro, e così via, cercando la sorpresa e lo stupore dei cittadini e dei visitatori.